# 娜芝·派基泽
娜芝·派基泽（英語：Nazí Paikidze，1993年10月27日—），美国与格鲁吉亚的女子国际象棋棋手，拥有国际象棋国际大师（IM）与女子特级大师（WGM）称号。
派基泽出生于俄罗斯伊尔库茨克，幼年时随父母移居格鲁吉亚。她曾于2003年至2008年间先后夺得过欧洲国际象棋女子10岁组、12岁组、14岁组、16岁组冠军，并于2007年、2008年连获世界国际象棋14岁组、16岁组冠军。此外，她还于2008年、2011年两度成为世界青年国际象棋锦标赛女子季军。2010年，被授予国际象棋女子特级大师称号。2012年，又获国际大师称号。此后她移居美国，加入美国棋联，同时进入马里兰大学巴尔的摩县分校就读。2016年，成为美国国际象棋女子全国冠军。